# Diamantgraben (Süderelbe)
Der Diamantgraben ist ein Nebenarm der Süderelbe in Form einer Sichel, der eine unbewohnte Insel in Neuland bei Hamburg-Harburg umschließt. Die Insel wird für die Brücke der S-Bahn und der Bahn über die Süderelbe genutzt. Über den Diamantgraben fließt die Moorwettern in die Süderelbe.

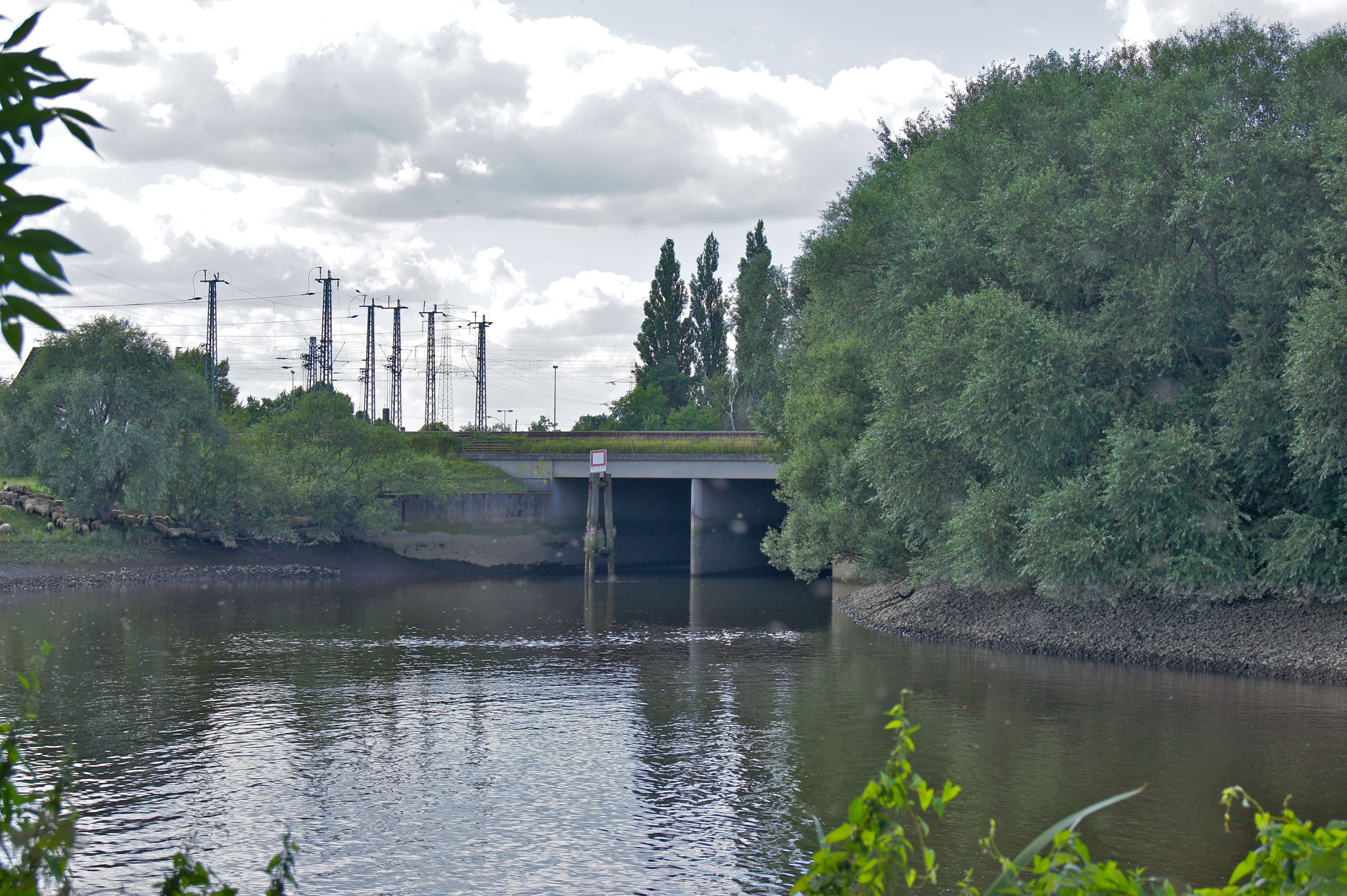
Die Eisenbahnbrücke